# Saurrevolutie
Saurrevolutie of Aprilrevolutie is de benaming voor de (communistische) militaire staatsgreep die op 27 en 28 april 1978 plaatsvond in Afghanistan en een einde maakte aan het bewind van president Mohammed Daoed Khan. Na de staatsgreep van 27 april kwam een Militaire Revolutionaire Raad onder leiding van kolonel Abdoel Qadir (*1944) aan de macht. Twee dagen daarna droeg de militaire raad de macht over aan de door communisten gedomineerde Revolutionaire Raad. De nieuwe Afghaanse president, Nur Muhammad Taraki, verklaarde dat de militaire staatsgreep een ware "volksrevolutie" was, en de naam Saurrevolutie kreeg. De term Saur verwijst naar de Afghaanse (Pashtun) naam van een maand op de Iraanse kalender. Tot de val van het communistische georiënteerde regime in Kabul, in april 1992, werd de Saur Revolutie verheerlijkt en werd de 'revolutie' als een feestdag gevierd. Het Afghaanse leiderschap sprak vaak over de "democratische verworvenheden van de revolutie."